# سایمن نسمن
سایمن نسمن (انگلیسی: Simon Nessman) زاده ۵ نوامبر ۱۹۸۹ ‏(۳۵ سال) یک سوپرمدل کانادایی از کورتنی، کانادا است.

## اوایل زندگی
نسمن در کورتنی زاده شد، او فرزند کارولین ایرلند و ران نسمن است.